# Euphorbia gibelliana
Euphorbia gibelliana là một loài thực vật có hoa trong họ Đại kích. Loài này được Peola mô tả khoa học đầu tiên năm 1892.

## Hình ảnh

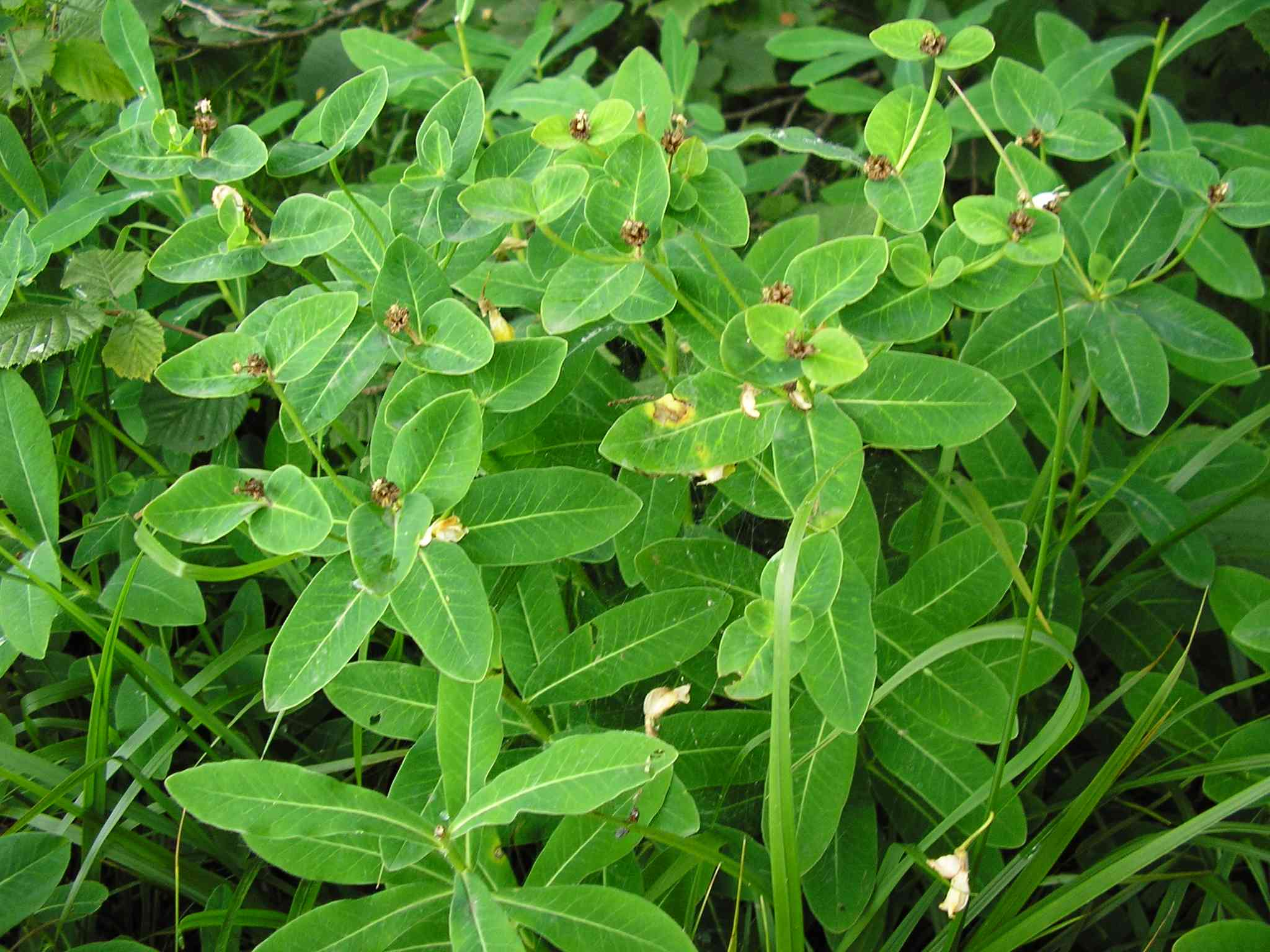